# Рукола
Руколата, още ерука или рокет (Eruca vesicaria sativa), е подвид годно за консумация едногодишно тревисто растение от семейство кръстоцветни (Brassicaceae).
Зелените ѝ листа се използват в салати, ястия с паста, пици, ризото. В кулинарията се използва и масло от семената на рукола, което се добавя при консервиране на зеленчуци.

## Разпространение
Растението е разпространено в Близкия Изток, най-вече в Турция, Йордания и Мароко. Среща се в Източна и Централна Европа, Северна, Югозападна, Източна и Централна Азия и Северна Африка. Внесено е също и в Австралия.
Расте в суха и рохкава почва.

## Описание
Руколата достига на височина до 60 cm. Листата са сравнително месести със специфичен аромат. Цветовете са с диаметър от 2 до 4 cm, с кремаво-бели венчелистчета и жълти тичинки.
Плодовете са овални или продълговати. Семената са светлокафяви, подредени в два реда, 1,5 – 3 mm дълги и 1 – 2,5 mm широки.
Цъфти през май – юли. Плодовете узряват през май – август.